# The New Adventures of Robin Hood
The New Adventures of Robin Hood er en amerikansk action-eventyrserie, der havde premiere 13. januar 1997 på TNT. Serien er baseret på legenden om den engelske folkehelt Robin Hood, og den blev filmet i Vilnius, Litauen. Den blev produceret o distribueret af Dune Productions, M6 og Warner Bros. International.
Tonen i serien minder om de samtidige serier Hercules: The Legendary Journeys og Xena: Warrior Princess. Den første episode blev sendt lige efter en episode af WCW Monday Nitro. I de to programmer var der en unik promotion, da hovedkampen i Nitro —Hulk Hogan vs The Giant—ikke begyndte før 2 minutter før showet sluttede, og herefter fortsatte den i mindre dele i reklamepauserne i Robin Hood.
The New Adventures of Robin Hood blev produceret i fire sæsoner med sammenlagt 52 episoder henover to år. De første to sæsoner blev sendt på TNT, og herefter blev serien flyttet til syndikation.

## Medvirkende
- Robin Hood – Matthew Porretta[a] (sæson 1–2);  John Bradley (sæson 3–4)
- Lady Marion Fitzwalter – Anna Galvin (sæson 1); Barbara Griffin (sæson 2–4)
- Little John – Richard Ashton
- Big John – Warwick Davis
- Friar Tuck – Martyn Ellis
- Olwyn – Christopher Lee
- Kemal – Hakim Alston
- Prins John – Andrew Bicknell
- Rowena – Christie Lee Woods
- Marjorie – Hélène Cardona